# Dalsze
Dalsze (niem. Woltersdorf) – wieś w Polsce położona w województwie zachodniopomorskim, w powiecie myśliborskim, w gminie Myślibórz.
W latach 1975–1998 miejscowość administracyjnie należała do województwa gorzowskiego.

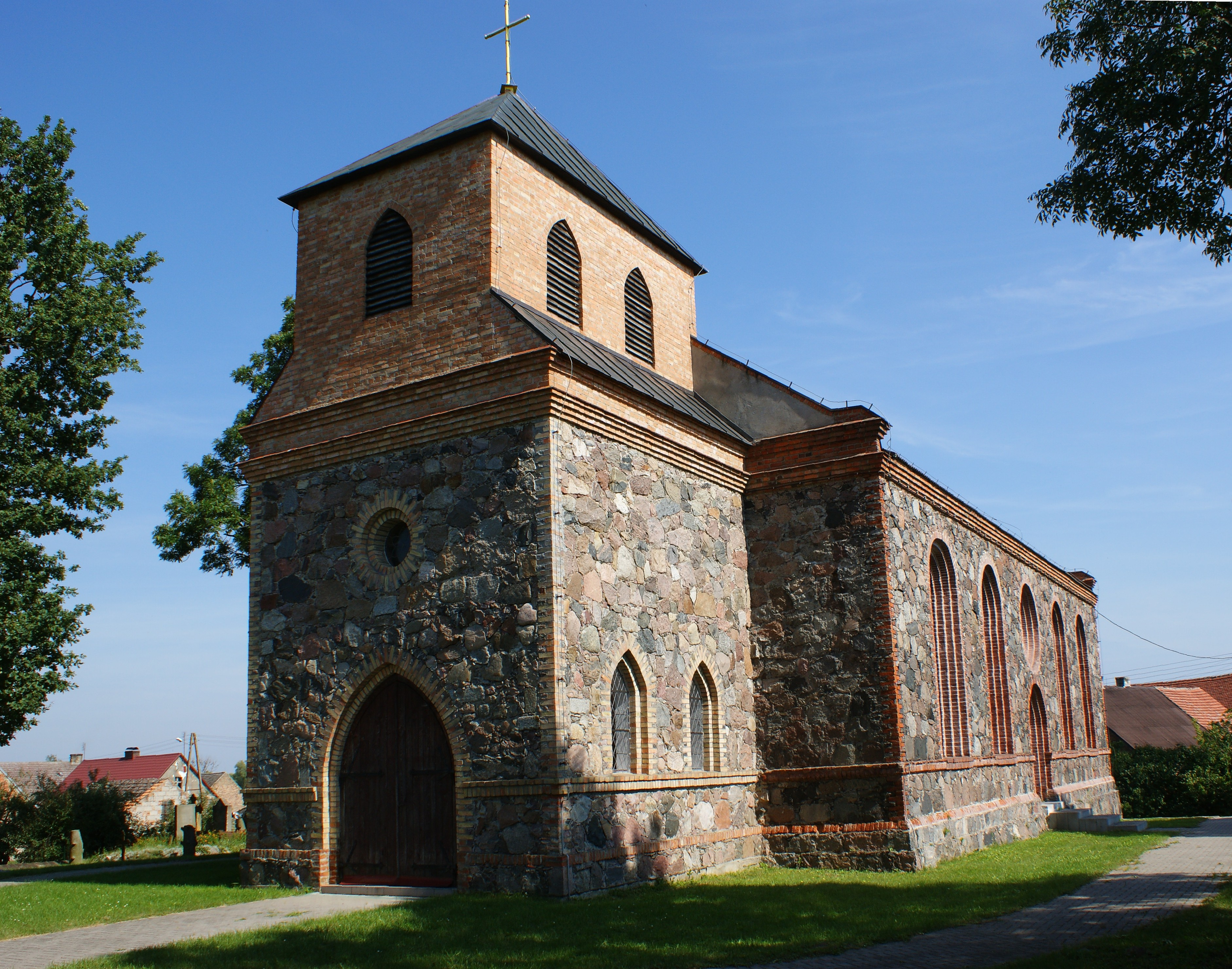
Kościół pw. św. Brata Alberta Chmielowskiego we wsi Dalsze